# Wisłoka
Die Wisłoka ist ein rechter Nebenfluss der Weichsel in den Ostkarpaten im südöstlichen Polen. Sie entspringt (wie der Wisłok) in den Niederen Beskiden und mündet bei Ostrówek in den Weichsel. Die Wisłoka hat eine Länge von 164 km, das Einzugsgebiet ist 4110 km² groß.

## Wichtige Zuflüsse
- Czarna
- Dulcza
- Pastyrniak
- Ropa
- Jasiołka
- Tuszymka
- Wielopolka

## An der Wisłoka gelegene Orte
- Jasło
- Pilzno
- Dębica
- Mielec